# MDR Sputnik
MDR Sputnik (Eigenschreibweise: MDR SPUTNIK) ist das Jugendradio des Mitteldeutschen Rundfunks. Programmchefin ist seit Oktober 2015 Jana Cebulla. Der Senderclaim lautet Einfach die beste Musik - Deine Lieblingsmusik und Sputnik ist bei Dir.

## Geschichte und Empfang

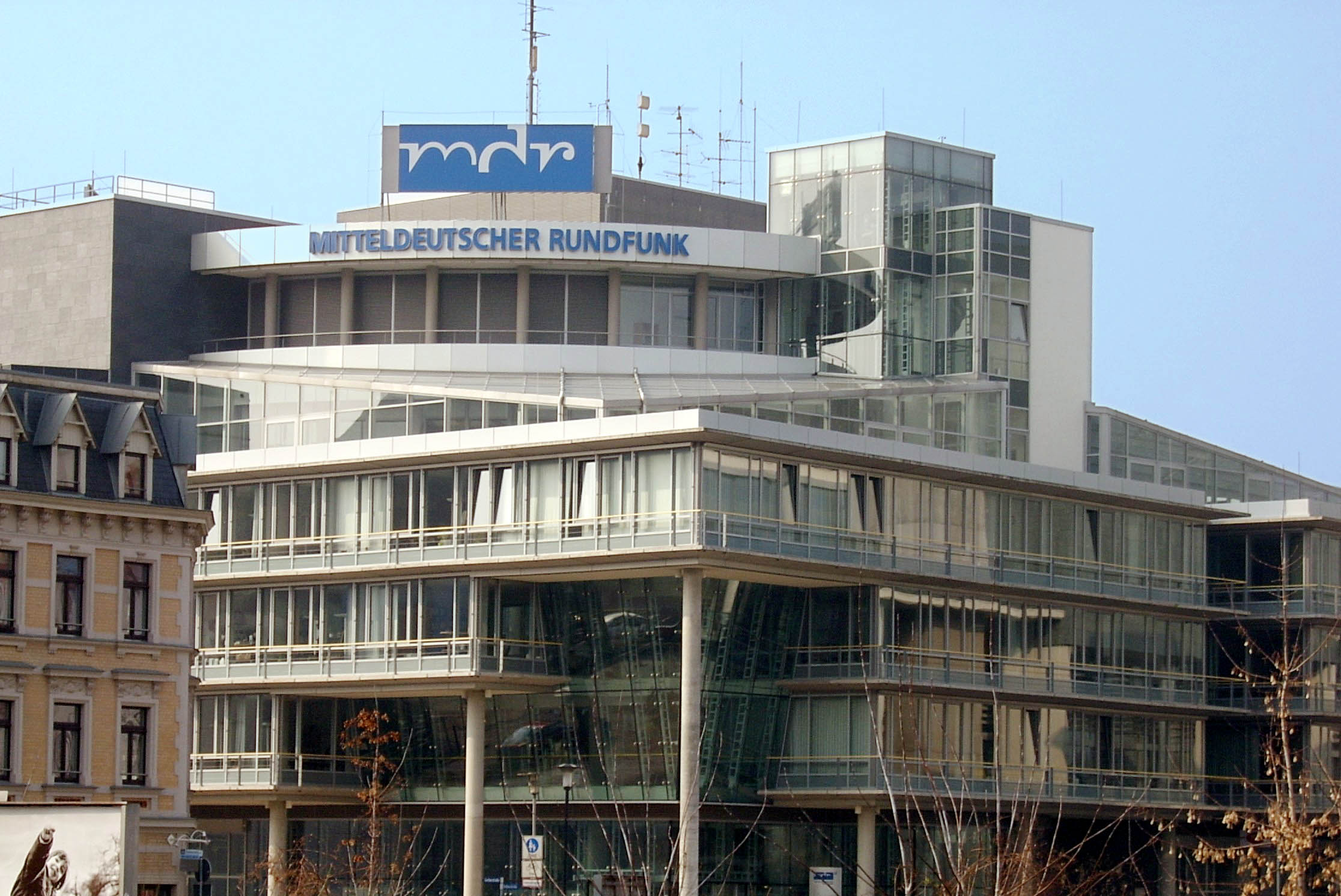
Sitz des Senders in Halle (Saale)

Frühere Logos von MDR Sputnik

Logo von MDR Sputnik bis 3. Juni 2017

Die Wurzeln von Sputnik liegen im „Jugendradio DT64“ des Rundfunks der DDR. Mit der Abwicklung des zentralen DDR-Rundfunks durch das Rundfunküberleitungsgesetz drohte Ende 1991 auch die komplette Abschaltung des beliebten Jugendradios. Die Hörer kämpften mit einer Reihe von Protestaktionen für dessen Erhalt. Der Mitteldeutsche Rundfunk erklärte sich zunächst bereit, die Ausstrahlung des DT64-Programms für das erste Halbjahr 1992 auf den bisherigen Frequenzen in seinem zukünftigen Sendegebiet weiterzuführen. In anderen Teilen des DT64-Empfangsgebiets wurde die Ausstrahlung entweder mit Jahresende 1991 sofort eingestellt oder lief zugunsten des Aufbaus neuer Programme schrittweise aus.
Zum 1. Juli 1992 zog das Programm mit dem Ende der UKW-Ausstrahlung auf die Mittelwellenfrequenz (1044 kHz vom Sender Wilsdruff mit 250 Kilowatt Sendeleistung) um. Ab 1. Januar 1993 wurde die Sendeleistung auf 150 kW reduziert, wodurch Mittel für die geplante Satellitenausstrahlung frei wurden.
Seit 1. März 1993 mit der Aufschaltung des MDR Fernsehens auf Astra 1B war das Programm über Unterträgerverfahren auch via Satellit zu empfangen. Zum 1. Mai 1993 wurde das Programm in MDR Sputnik umbenannt, um die Stellung des Senders als erstes und damals einziges MDR-Satellitenhörfunkprogramm zu unterstreichen. Der Namensvorschlag stammte vom damaligen sächsischen Ministerpräsidenten Kurt Biedenkopf. Der Herkunftszusatz „MDR“ verschwand jedoch sukzessive in den nächsten Jahren wieder.
Ab Juli 1993, mit der Umstellung der Mittelwellenfrequenz auf MDR Info, war das Programm nur noch über Satellit zu empfangen. Am 5. November 1993 um 18 Uhr wechselte Sputnik mit dem Sendebetrieb vom Studio K6 in der Nalepastraße Berlin nach Halle (Saale) auf ein neues Studio des ehemaligen MDR Landesfunkhaus Sachsen-Anhalt am Waisenhausring. Der letzte von Berlin aus gespielte Titel war das "Herbstlied" von der Band Engerling. Das Programm konnte neben der Abstrahlung über den Satelliten Astra auch digital über das DSR-Paket der Satelliten TV-Sat 2 und Kopernikus empfangen werden.
Am 15. Februar 1994 wählten die Leser des Dresdner Magazins SAX Sputnik zum beliebtesten Radiosender des Jahres 1993. Am 7. Dezember 1994 scheiterte der Versuch von fünf kommerziellen Radiosendern, die Ausstrahlung von Sputnik gerichtlich einstellen zu lassen. Der später mehrfach prämierte Webauftritt von Sputnik ging am 13. Mai 1995 online. Vom 22. September 1995 bis 30. September ging Sputnik mit dem Speisewagen Erich Honeckers auf Konzerttour in 17 Bahnhöfe Deutschlands. In Mitteldeutschland war Sputnik im Jahr 1996 vorübergehend über Digital Audio Broadcasting zu empfangen.
Am 12. Februar 1997 erhielt Sputnik von der Staatskanzlei des Landes Sachsen-Anhalt die UKW-Frequenz 104,4 MHz in Petersberg zur terrestrischen Ausstrahlung in und um Halle mit Reichweite bis nach Leipzig. Seit dem 15. September 1997 ist Sputnik dort zu empfangen. Später kamen im Bundesland Sachsen-Anhalt noch UKW-Frequenzen in Fleetmark, Jerichow, Klötze, Magdeburg, Naumburg, Stendal und Zeitz hinzu. Am 21. Oktober 1998 wies das Bundesverwaltungsgericht eine Klage Sachsens in letzter Instanz ab. Sachsen hatte gegen die Ausstrahlung Sputniks auf UKW als einen Verstoß gegen den MDR-Staatsvertrag geklagt. Seit dem 30. August 1999 sendet Sputnik aus dem neuen MDR-Funkhaus in der Gerberstraße in Halle. Im April 2024 wurde bekannt, dass MDR Sputnik die UKW-Frequenzen 2026 zurückgeben und die Verbreitung über UKW beenden will, um Kosten zu sparen.
Trotz leichten, aber stetigen Anstiegs von Hörerzahlen laut Media-Analyse änderte der Sender am 4. Dezember 2006 sein Programmschema und legte wieder mehr Wert auf das Radio als Informationsmedium für ein weiterhin junges Publikum. Gleichzeitig erweiterte Sputnik sein Onlineangebot um eine Online-Community-Plattform, die im Dezember 2006 unter dem Namen „mySputnik“ online ging und seit Dezember 2007 mit den gleichen Angeboten der Sender You FM aus Hessen und Fritz aus Berlin und Brandenburg vernetzt ist. Bei einer weiteren Programmreform im Sommer 2010 näherte man das Programm erneut dem Mainstream an. Außerdem wurde der Informationsgehalt des Programms wieder heruntergefahren. Begründet wurde dies mit zu geringen Hörerzahlen des vorhergehenden, alternativen Programmformats.
Seit 1. August 2011 ist Sputnik gemeinsam mit anderen MDR-Programmen über DAB+ in Sachsen, Sachsen-Anhalt und Thüringen zu empfangen.
Seit 2023 wird die Facebook-Seite des Senders nicht mehr bespielt, man konzentriert sich auf TikTok und Instagram und produziert dafür Kurzvideos und Memes mit Bezug auf aktuelle Themen. Auf YouTube werden nur noch unregelmäßig und selten neue Videos hochgeladen, auch wenn Formate wie "Illegale Fragen" nicht offiziell als eingestellt gelten.

## Programm
Sputnik übernahm anfangs das letzte Programmschema von DT64 mit Sendungen wie Morgenrock, Take Five, Rush Hour, Schlafstörung und Formaten wie Grenzpunkt Null, Deutschland im Stau und Dr. Kaos, die damals Kultstatus genossen. Im Zuge des Ausbaus zum Formatradio wurde das Programmschema Ende der 1990er Jahre und auch in den Jahren danach stark vereinfacht. Die Formatradiokonzeption erreichte ihren Höhepunkt mit dem Slogan „Black, Hot and Sexy“. Das Programmschema bestand tagsüber zeitweise nur noch aus vier Sendungen, die sich kaum unterschieden: Fett geweckt, Der Tag, Die Nacht, Schlafstörung. Auch die Verbindung zum Mutterhaus MDR wurde wenig propagiert. So hieß der Sender offiziell nur noch Sputnik, das MDR-Signet entfiel. Seit dem 4. Dezember 2006 hat Sputnik einen eigenen Programmchef, sendet wieder ein mehr wortbasierendes Programm mit einem Wortanteil von 25 Prozent und heißt offiziell wieder MDR Sputnik. Sendungen werden in einem wöchentlichen Schema ausgestrahlt.
Seit dem 27. Mai 2024 ist ein neues Jinglepaket on air.

### Kostenreduktion
Ab 2018 reduzierte der MDR die finanziellen Mittel für MDR Sputnik, was hörbare Auswirkungen hatte.
So wurde die sendereigene Nachrichtenredaktion aufgelöst, einige Mitarbeiter wurden versetzt.
Seit dem 17. Dezember 2018 heißen die Nachrichten Sputnik Newsfeed und werden nur noch für die Morningshow Sputnik Tag und Wach (von 5:30 bis 9 Uhr) eigenständig produziert. Danach wurden nur noch zur vollen Stunde bis 20 Uhr die Meldungen von MDR Aktuell vorgelesen. Der MDR begründete die Änderung auch mit der veränderten Mediennutzung der Zielgruppe.
Seit Ende 2019 wird der "Sputnik Newsfeed" von MDR Jump vorproduziert, kurz bevor ebendieser Sender selbst Live-Nachrichten sendet.
Durch weiteren Spardruck werden auch die Nachrichten von MDR Jump seit dem 1. Januar 2024 von MDR Aktuell in Leipzig produziert und als Zentralnachrichten übernommen.
Im weiteren Verlauf hat man auch den restlichen Wortanteil im Programm weiter gekürzt. So wird zur Mittagszeit lediglich Musik gespielt, es fand außer der Einspielung des "Popcast" (vorproduzierter Promi-News-Podcast, der mittlerweile auch nicht mehr produziert wird) keine Moderation statt, auch auf Verkehrsfunk und Wetter wird in diesem Zeitraum komplett verzichtet. Die Nachrichten starten durch den automatisierten Sendebetrieb oft bis zu 10 Minuten verzögert.
Der Sender setzt vermehrt auf Podcasts, um Wortbeiträge an die Zielgruppe heranzutragen.
Ein im Jahr 2024 vom MDR-Intendanten Ralf Ludwig verordneter verschärfter Sparkurs sieht vor, die UKW-Verbreitung von MDR Sputnik im Jahr 2026 einzustellen. Dies betrifft alle UKW-Frequenzen in Sachsen-Anhalt. Insbesondere im Raum Halle-Leipzig bezieht die Stammhörerschaft das Signal über die 104,4 MHz (in Anlehnung an die DT64 Mittelwellenfrequenz 1044 kHz) vom Petersberg.
Zudem wurde im Jahr 2024 eine Fusion von MDR Sputnik mit MDR Jump angedacht.

### Programm
Das Programmschema besteht Stand 2023 aus einer Morning- und einer Nachmittagsshow. 
Der restliche Sendetag beinhaltet vorproduzierte Sendungen, nachts wird das Programm von 1 Live mit der Jungen Nacht der ARD übernommen.
Die Musikrotation enthält überwiegend englischsprachigen US-Pop, gemischt mit Einflüssen der aktuellen deutschen Streaming-Charts.
Ein konstantes Element während mehrmaliger Formatänderungen und Chefwechsel ist die Radio-Comedy Sputnik Mailbox des langjährigen Mitarbeiters Jannik Koch, der auch die Jingles des Senders produziert. Hauptkern der Comedy sind wiederkehrende Figuren, die in regionalen Dialekten des Sendegebiets obszöne Phrasen zu einem bestimmten Thema in Form einer Mailbox-Nachricht hinterlassen. Running Gag dabei ist die Zahnfee, die mit der Aussage "Ja, Hallo? Geht's jetzt gleich los?" in jeder Ausgabe zu hören ist. Die Produktion ist der am längsten bestehende Podcast des Senders.

### Programmschema

#### Täglich
- Sputnik Deine Lieblingsmusik (Sonntag bis Donnerstag von 5 bis 6 Uhr; Freitag von 6 bis 8 Uhr; Samstag von 6 bis 10 Uhr) – automatisierte Musikrotation – unmoderiert
- Die junge Nacht der ARD (Montag bis Donnerstag von 0 bis 5 Uhr; Freitag von 4 bis 6 Uhr; Samstag von 3 bis 6 Uhr; Sonntag von 3 bis 5 Uhr) - Programmübernahme von 1 Live – Gemeinschaftsprogramm der ARD-Jugendwellen

#### Werktags (Montag bis Freitag)
| 06–10 Uhr                       | Sputnik Tag und Wach – Morningshow –                                               |
| 10–14 Uhr                       | Sputnik läuft – automatisierte Musikrotation                                       |
| 14–18 Uhr                       | Sputnik Homezone Nachmittagssendung –                                              |
| Mo–Do: 18–20 Uhr; Fr: 18–19 Uhr | Dein Abend – automatisierte Musikrotation – mit vorproduzierten Moderationsstücken |

#### Wochenende

##### Samstag
| 10–14 Uhr | Sputnik Hyped            |
| 14–19 Uhr | Sputnik Dein Wochenende  |
| 19–20 Uhr | Sputnik Firstplay        |
| 20–22 Uhr | Sputnik Disco            |
| 22–23 Uhr | Sputnik Club Residents   |
| 23–24 Uhr | Sputnik Club             |
| 00–03 Uhr | Sputnik Heimspiel (Wdh.) |

##### Sonntag
| 8–14 Uhr  | Sputnik Dein Wochenende      |
| 15–19 Uhr | Sputnik Popkult              |
| 19–21 Uhr | Radio mit K                  |
| 21–22 Uhr | Sputnik Deine Lieblingsmusik |
| 22–23 Uhr | Sputnik Roboton (Wdh.)       |
| 23–24 Uhr | Sputnik Soundcheck (Wdh.)    |
| 00–02 Uhr | Black Beatz (Wdh.)           |
| 02–03 Uhr | Sputnik Rock It (Wdh.)       |

### Rubriken
- Sputnik Popcast (Starnews-Podcast), Sputnik Mailbox (Comedy), Friends Of (Radio Konzerte)

Eingestellte Formate:
- Das Sputnikfest der Wunschmusik, sonntägliche Sendung mit Musikwünschen und Hörergrüßen
- Team Raimund – tägliches Infotainment Magazin in Podcast und linearer Form
- Party
- Sputnik Gästeliste, Programm, bei dem Gästelistenplätze für regionale Diskotheken verschenkt werden
- mySputnik am Sonntag, Sonntagsadaption des Formats mySputnik, zugunsten von Buntfunk im April 2010 eingestellt
- Update, aktuelles Nachrichtenmagazin und englische Nachrichten um 18.30 Uhr.
(Montag bis Freitag von 18 bis 19 Uhr), eingestellt Mitte August 2010, ersetzt durch Tagesupdate
- 360 Grad, Weltmagazin mit Auslandsreportagen, Schaltungen zu Korrespondenten, Berichten über Ausländer in Deutschland und Deutsche im Ausland, Berichten über Reiseziele und Bands im Ausland.
(Samstag von 10 bis 14 Uhr), eingestellt am 14. August 2010
- Live, einstündiges Magazin für Livemusik (Konzerte, Festivals, Unplugged-Sessions)
(Sonntag von 18 bis 19 Uhr)
- Buntfunk, Hybride Sonntagssendung mit interaktiver Hörerbeteiligung, die u. a. auch über Videolivestream gesendet wird
(Sonntag von 18 bis 22 Uhr)
- Sputnik Dein Sonntag
(Sonntag von 8 bis 14 Uhr)
- Die Grindigs – Eine Familie geht ihren eigenen Weg:
Die tägliche Radio-Comedy wurde ausgestrahlt im Morgenrock oder in Take Five und im Lockruf (1992–1998). Handelnde Akteure waren Mutter Uschi (Bettina Heinrich, sonst Sekretärin beim Sender), Vater Manfred (Michael Rödger), Opa Walter (Christian Finkenwirth, auch bekannt als „Bodo Bohrfutter“), Sohn Jockl und Tochter Peggy, stets im Kampf gegen alltägliche und nicht-alltägliche Widrigkeiten, miteinander und gegeneinander.[20]
- Die Sputniker am Morgen (ersetzt durch Sputnik Tag und Wach, ehemalige Sendezeit 6–10 Uhr)
- Die Sputniker am Nachmittag (ersetzt durch Sputnik – Dein Hammer Nachmittag)
- Sputnik gönnt euch (Samstag 6 bis 11 Uhr – moderiert von Lukas Klepsch und Tiffany Zimmermann)
- Sputnik Talkradio – freies, von der Sendeuhr losgelöstes Wortprogramm von Maurice Gadja und Kevin Klose (1.-3. Sonntag im Monat 19-21 Uhr)
- Sputnik Insomnia, von leiser und melancholischer Musik geprägte Sendung. Zwischen den Titeln sind Ausschnitte aus Filmdialogen zu hören (ähnlich dem früheren Format Grenzpunkt Null) (Sonntag von 23 bis 1 Uhr)
- Sputnik Chillzone (Dienstag bis Freitag von 1 bis 2 Uhr)
- Sputnik Soulfood (Montag von 22 bis 23 Uhr, Wiederholung Montag von 3 bis 4 Uhr)
- Sputnik Hörerlebnis, Hörbuchsendung (Sonntag von 22 bis 23 Uhr)

- Lateline, gemeinschaftlicher, deutschlandweiter Nachttalk der jungen Programme der ARD (Dienstag bis Donnerstag 23 bis 1 Uhr)
- Deine Nacht, Nachtradio mit Hörertalk, Mitmachthrillern und Hörspielen
(Montag bis Freitag von 22 bis 2 Uhr), eingestellt im Mai 2008
- Generation Pop, Magazin zum Soundtrack des Lebens, in dem Hörer ihre Erlebnisse mit Popmusik präsentierten
(Mittwoch von 22 bis 23 Uhr), (eingestellt im Mai 2009)
- Hörerlebnis (werktags), zugunsten der Lateline im April 2010 eingestellte viertelstündige Hörbuchsendung, jetzt sonntags

## Musik
Wie sein Vorgänger DT64 spielte Sputnik Anfang der Neunziger eine breite Palette an zeitgeistiger Rock- und Popmusik. Mit der Umgestaltung zum Formatradio Ende der Neunziger änderte sich die Musikauswahl nach und nach in aktuelle Charthits in enger Rotation mit vorzugsweise R&B und positionierte sich als sogenanntes Contemporary Hit Radio. Mit der erneuten Umgestaltung der Senderausrichtung im Dezember 2006 wurde die Musikbandbreite im Programm stark erweitert. Unter anderem wurden Musikspezialsendungen am Abend eingeführt, darunter auch von früher her bekannte Formate. Der anfänglich weiterhin bestehende R&B- und Rap-Anteil wurde stark reduziert. So spielt der Sender tagsüber vor allem Rock, Pop und Elektropop mit alternativer Richtung.
Im Soundcheck werden junge, unbekannte deutsche und österreichische Bands und Musikgruppen ohne Plattenvertrag im Tagesprogramm gespielt.

## Zweisprachigkeit
Von Dezember 2006 bis August 2010 sendete MDR Sputnik werktags zweimal täglich die Nachrichten auch in englischer Sprache. Anders als beim Jugendradio FM4 des ORF war dies nicht lizenzrechtlich bedingt, sondern wurde vom Sender durch die besonders für junge Menschen weltweite Relevanz der englischen Sprache begründet. Die Nachrichten wurden von Muttersprachlern britischer und US-amerikanischer Herkunft gesprochen. Weiterhin bediente sich MDR Sputnik zumeist des Native-Speaker-Prinzips. Englischsprachige Töne wurden nicht oder erst anschließend zusammenfassend übersetzt.

## Hörerkontakt
Neben der kostenlosen Hörerhotline war MDR Sputnik der erste deutsche Sender, der seinen Hörern ermöglichte via WhatsApp die Redaktion zu kontaktieren.
Des Weiteren hatte der Sender eine App (MDR Sputnik App) entwickelt, mit welcher unter anderem über ein Abstimmungssystem die Hörer ihre Lieblingsmusik auswählen konnten.
Zum Jahresende 2022 wurden deren Betrieb unter Verweis auf die ARD Audiothek jedoch eingestellt.

## Moderatoren
Über den Sender hinaus bekannte Moderatoren und Redakteure waren und sind u. a.:
- Peter Beddies (MDR Kultur, MDR Aktuell, Radio Eins)
- Gesine Kühne (Fritz, ByteFM)
- Karl Mäurer, Update (MDR Aktuell)
- Sissy Metzschke, ehemals Dein Morgen, aktuell Sputnik Events (Mitglied der Hip-Hop-/R&B-Gruppe Skills)[21]
- Johannes Paetzold, Makossa (Radio Eins, Radio Multikulti, MDR Kultur und BBC World Service)
- Hendrik Schröder (Fritz)
- André Wieckenberg, Dein Tag, Dein Sonntag (MDR Fernsehen, KLLC San Francisco, Antenne Niedersachsen)
- Tim Wiese, Update, Popkult (Deutschlandradio Kultur)
- Raimund Fichtenberger
- Christopher Löwe (MDR Jump)
- Lars Wohlfarth (MDR Sachsen-Anhalt)
- Nadine Kallenbach (rbb 88.8)

Zu den ehemaligen Moderatoren von Sputnik zählen u. a. Mitri Sirin, Jan Hahn, Tobias Kluge, Stephan Michme, Alex Buchwald, Rob Szymoniak, Wiebke Binder (MDR aktuell) und Camillo Schumann (MDR Aktuell).

## Weitere Audio-Streams
Neben dem aktuellen On-Air-Programm bietet Sputnik genrespezifische Audio-Streams mit programmbegleitender Club-, Rock- und Black-Musik an. Die Inhalte dieser Audio-Streams stammen aus den On-Air-Spezialsendungen und werden in wöchentlichen Intervallen neu erstellt. Weiterhin sind die jeweils aktuellen Ausgaben der Sendungen Insomnia, Soundcheck, Black Beatz, Roboton und Popkult in einer Dauerschleife als Stream zu hören.

## Preise und Auszeichnungen
Im Jahr 2002 wurde die Sputnik-Internetpräsenz mit dem NEO-Award als beste Radio-Website, am 26. Februar 2003 mit dem Lead-Award als bestes Entertainment-Magazin des Jahres 2002, 2003 mit dem Deutschen Dance Award und mit dem Online Music Award (Best Media Music Page) geehrt.

## Sputnik Springbreak
Das Springbreak Festival ist ein von MDR Sputnik jährlich zu Pfingsten präsentiertes Musikfestival. Es ging 2008 aus den Sputnik Turntable Days hervor.
- Siehe Hauptartikel: Sputnik Springbreak